# 근초고왕
근초고왕(近肖古王, 300년대 초 ~ 375년 음력 11월 재위: 346년 음력 9월 ~ 375년 음력 11월)은 백제의 제13대 국왕이다. 이름은 중국의 《진서(晉書)》에 의하면 여구(餘句), 일본의 《고사기》에는 조고왕(照古王), 《일본서기》에는 초고왕(肖古王)등의 이름으로 전해지기도 한다. 《신찬성씨록(新撰姓氏録)》에는 속고왕(速古王)으로도 불린다.
근초고왕은 마한 54개 연맹체 중 하나였던 백제국이 차츰 부족국가로서의 면모를 갖출 무렵 비류왕의 둘째 아들로 태어났다. 어려서부터 체격이 크고 용모가 기이하였으며, 식견이 넓었기 때문에, 둘째 아들임에도 346년 계왕의 뒤를 이어 왕위에 올랐다. 근초고왕은 남으로 전라도 지역까지 마한 연맹체를 부분적으로 통일하였고, 북으로는 평양성을 공격하여 371년 고구려의 고국원왕을 전사시켰다.

## 생애

### 외국 교류
근초고왕은 왜의 야마토 왕권과 국교를 수립하고 칠지도(七支刀)와 칠자경(七子鏡)을 선물했다. 백제가 언제부터 야마토와 수교하고 있었는지는 정확하지 않으나 근초고왕에 이르러 양국 관계가 활기를 띤 것만은 분명하다. 364년, 근초고왕은 가야의 부족국가 가운데 하나인 탁순국(위치 미상)에 사신을 파견하였으며, 366년 3월에는 사신을 보내 신라와 동맹을 맺고, 탁순국 왕을 통해 야마토 왕권과 외교관계를 수립하려 하였다. 당시 야마토는 탁순국에 사신 시마노스구데를 파견하였다가 백제가 왜와 통교하기를 원한다는 말을 들었다. 그러자 시마노스구데는 근초고왕에게 부하 니하야를 파견하였다. 근초고왕은 니하야를 반갑게 맞이하여 오색의 채견 1필, 각궁의 화살, 그리고 철정 40매를 선물로 안겨 돌려보냈으며, 이듬해 367년 신라 사신 편에 구저(久氐), 미주류(彌州流), 막고(莫古)를 딸려보냈다. 이들이 함께 왜에 도착함으로써 백제와 야마토 사이에 국교가 수립되었다. 한편 근초고왕은 신라를 존경하여, 368년 백제에서 가장 뛰어난 명마 두필을 신라에 선물하기도 했다.

### 고구려와의 마찰
369년 9월, 고구려 고국원왕이 군사 2만을 이끌고 치양성(황해도 배천군, 구모로성)에 쳐들어오자, 근초고왕은 태자 근구수를 보내 고구려군을 크게 무찌르고 고구려군 5천여 명을 사로잡았다. 《삼국사기》에는 이때 고구려로 도망쳤다가 마음을 고쳐 돌아온 백제인 사기(斯紀)가 제공한 고구려의 군사정보 덕분에 태자가 고구려군을 격퇴할 수 있었다고 적고 있다. 371년에는 근초고왕이 태자 근구수와 함께 패수(예성강)에서 고구려군을 물리치고 옛 대방(현 황해도) 대부분의 지역을 점령하였고, 이어 여세를 몰아 평양성을 공격하여 고국원왕을 전사시켰다. 고려의 신라계 대학자 김부식의 《삼국사기》 백제 개로왕본기에는 개로왕이 북위(北魏)에 보낸 표문이 기록되어 있는데, 이때 태자 근구수가 고국원왕의 목을 베어 창에 꽃아 효수하였다 한다.
백제국은 마한 54개 부족국가 연맹체를 상당히 통일한 것은 물론, 고대 부족국가의 기반을 마련했다. 근초고왕은 이러한 영토 확장을 기반으로 마한의 패권을 손에 넣을 수 있었고 왕위의 부자 세습 제도를 확립하였다.

### 백제의 요서 진출(공략)설
백제의 요서 진출(공략)설은 삼국사기에 나오지는 않지만 중국 사서나 양직공도에 서술되어있다. 일단 양직공도에서는 `백제가 요서에 진평현을 설치했다`고 적혀 있다. 남사의 백제전에 "그 나라는 본래 고구려와 더불어 요동의 동쪽 1000여 리 밖에 있었다. 진나라 때에 이르러 고구려가 이미 요동을 차지하자 백제 역시 요서, 진평 두 군의 땅을 점거해 백제군을 설치하였다"라고 기술돼 있다.
주서 백제전에는 "백제의 국경이 바다 건너까지 미친다"라고 돼 있다. 이에 의하면 백제는 동북으로 신라에, 서쪽으로 바다를 건너 월주에 이르며 남쪽으로는 바다를 건너 왜에, 북쪽으로는 바다를 건너 고구려에 이른다. 구당서 백제전도 이와 내용이 별반 다르지 않다. 송서 '이만열전', 양서, 남제서 '통전' 등에도 요서가 백제 영토에 속한다고 돼 있다.
신라 말 최치원도 "고구려와 백제의 전성기에 강병이 100만명이나 되어 남쪽으로는 오월을 침공했고 북으로는 유, 연과 제, 노를 괴롭혀 중국의 커다란 좀이 되었다"라고 서술했다. 민족사학자 신채호는 "백제의 요서 경영은 백제의 최전성기를 이룬 근초고왕의 아들 근구수왕(재위 375~384) 때의 일이며 위치는 요동, 산동, 강소, 절강을 포함하는 광활한 영역"이라고 주장했다.
일반적으로 역사학계에서는 백제의 요서진출을 부정하는 것이 정설이며, 긍정적으로 바라보는 견해도 상업적·군사적인 일시적 진출로 본다. 한편으로 환단고기 등의 의사 역사학을 주장하는 재야사학자들은 백제의 대륙 진출이 사실이라고 주장하며 그 강역에 대해서도 랴오시 지방뿐 아니라 산둥 반도 등 중국 곳곳으로 과장되게 비정하나 역사학계에서는 인정되지 않는다.
요서 진출 시기에 대한 문제도 논란의 대상이 된다. 《송서》, 《양서》 등의 기록에 따르면 대륙 정복 시기는 진(晉) 말기로, 고구려가 요동을 점령한 이후라고 한다. 고구려가 요동을 명백하게 점령한 시기는 광개토왕 때(391년~413년)의 일로 이 시기의 백제는 고구려와의 전쟁에서 크게 패하여 58개 성을 빼앗기는 등 중국을 다스릴 여력이 없었을 것으로 보인다. 이 때문에 고구려가 385년 일시적으로 요동을 점유하였을 때 백제의 요서 진출이 있었을 것으로 보는 학자도 있다.
또한 삼국사기, 남제서 등에는 490년에 위나라(북위) 기병의 공격을 백제가 막아낸 기록이 남아 있어 이를 근거로 일각에서는 이 시기까지도 백제가 요서지방이나 기타 해외에 영토를 통치하고 있었음을 주장하기도 한다. 그러나 학계에서는 이 기록의 위나라를 고구려의 오기로 보아 인정하지 않는 편이며, 같은 기록에 백제 측의 전공으로 '선박을 쳐부순 것(拔臺舫)'을 들고 있는 것으로 보아 위나라가 실제로 함대를 보내 백제를 침공해 왔을 것으로 보는 견해도 있는 등 논란이 매우 많다.

### 외교
근초고왕은 백제 역사상 최초로 중국 사서에 이름이 기록된 왕으로 알려져 있다. 《진서(晉書)》에 따르면, 372년 음력 1월과 6월에 동진에 사신을 보내 조공하는 한편, 《일본서기》에 따르면 아직기와 왕인을 왜에 파견하여 왜왕이 그들을 태자의 스승으로 삼았다. 왜왕에게 칠지도가 보내진 것도 이 무렵의 일이다. 근초고왕은 또한 왕실의 귀함을 알리고 국가 체제를 굳건히 할 목적으로 박사 고흥에게 명하여 왕실의 역사를 정리한 《서기》를 저술했으나 소실되었다. 《일본서기》에 따르면 근초고왕이 철정 40매를 왜국에 보냈다고 기록되어 있어 왜는 근초고왕 재위 시에 가야와 백제로부터 철기를 수입했던 것으로 보인다.

## 평가

### 왜의 가야 정복과 논란
근초고왕이 백제의 전성기를 이끌었지만, 《일본서기》에 백제와 왜가 함께 가야를 정복했을 때의 주체가 백제인가 왜인가를 두고 끊임없이 논쟁이 벌어져 왔다. 심지어 이 기록을 과연 믿어야 할 것인가, 말아야 할 것인가를 두고도 학자들의 설이 서로 나뉘어 있다. 《일본서기》에 등장하는 기록 본문은 다음과 같다.
[四十九年春三月, 以荒田別, 鹿我別爲將軍. 則與久■等共勒兵而度之, 至卓淳國, 將襲新羅. 時或曰 "兵衆少之, 不可破新羅. 更復奉上沙白ㆍ盖盧, 請增軍士." 卽命木羅斤資, 沙沙奴跪【是二人不知其姓人也. 但木羅斤資者, 百濟將也.】領精兵與沙白ㆍ盖盧共遣之. 俱集于卓淳, 擊新羅而破之. 因以平定比自■ㆍ南加羅ㆍ喙國ㆍ安羅ㆍ多羅ㆍ卓淳ㆍ加羅七國. 仍移兵西廻至古爰津, 屠南蠻枕彌多禮, 以賜百濟. 於是, 其王肖古及王子貴須, 亦領軍來會. 時比利ㆍ辟中ㆍ布彌ㆍ支半ㆍ古四邑, 自然降服.]
49년(369) 봄 3월에 아라다노와케(荒田別), 가고노와케(鹿兒別)를 장군으로 삼았다. 구저들과 함께 군사를 정돈하여, 탁순국에 건너가서 장차 신라를 치려고 했다. 이 때에 어떤 사람이 말하였다.
"군사가 적어 신라를 깨뜨릴 수 없겠습니다. 다시 사백(沙白), 개로(蓋盧)를 보내어 군사 증원을 청합시다."
그리해서 목라근자(木羅斤資)와 사사노궤(沙沙奴詭)【이 두 사람은 그 성씨를 알 수가 없다. 다만 목라근자만은 백제의 장군이다.】에 명하여 정병을 거느리고 사백, 개로와 함께 보냈다. 모두 탁순국에 모여 신라를 격파하였다. 그리고 비자발(比自○), 남가라(南加羅), 훼국(喙國), 안라(安羅), 다라(多羅), 탁순(卓淳), 가라(加羅)의 7국을 평정하였다. 군사를 옮겨 서쪽을 돌아 고해진(高奚津)에 가서, 남만(南蠻)의 침미다례(枕彌多禮)를 무찌르고 백제에게 주었다. 이에 그 왕인 초고와 왕자 귀수가 또한 군사를 이끌고 와서 모였다. 비리(比利), 벽중(壁中), 포미(布彌), 지반(支半), 고사(古四)의 읍은 스스로 항복하였다.

이 기록을 두고 스에마쓰 야스카즈(일본어: 末松保和) 같은 일본 제국 시기의 식민사학자들은 위의 《일본서기》 기록이 사실이라고 믿었으며, 이에 왜가 백제에 가야 정벌을 명하였고 그 땅에 임나일본부라는 관청을 두어 100년 가까이 직접통치를 했다고 주장하였다. 《일본서기》에서도 특히 황국사관에 물들어 있다고 평가받는 진구 황후조 기사에서, 어렵게 정복한 땅을 아무 대가도 받지 않고 남의 나라에 선뜻 주어버렸다는 어이없기까지 한 기록에 대해 "세상에 이렇게 인심 좋은 국제 관계가 있을 수 있는가?"라는 한국 학계의 비판까지 나올 정도로, 《일본서기》초기기록의 신빙성에 대한 비판이 이루어진 이래 일본 내에서도 이 학설은 거의 폐기되다시피 한 지 오래다.
《일본서기》진구 황후조의 기사를 합리적으로 설명하기 위해 한국 일본에서는 여러 가지 학설을 제기했는데, 그 중에서도 가장 돋보였던 것은 천관우가 제시한 백제군사령부설이다. 군사령부설의 요체는 《일본서기》의 진구 황후조에서 가야 정벌을 행한 주체를 왜에서 백제로 바꾸어보는 것으로, 《일본서기》에 나오는 임나일본부는 원래 백제의 명령으로 움직이는 군사 기관이었는데 그것을 마치 왜의 통제를 받는 기관처럼 《일본서기》가 주체를 바꾸어 기록해 놓았다는 것이다.
이 학설은 비록 이전 학설들과 차별화되지만 식민사학이 만든 고대사 구도에서 크게 벗어나지 못한 학설로, 백제의 군사령부라고 보는 설에 대해서는 임나일본부의 관리들이 백제인이 아니라 왜인이며, 정작 본국인 백제의 명령을 듣지 않는 모습을 보이고 있다는 점에서 비판을 받았다.《일본서기》진구 황후조에 기록된 가야 정벌의 주체를 왜가 아닌 백제로 치환시켜 해석했던 관점에 대해서 조롱과 비판이 많다. 대표적 인물이 한국고대사의 권위자인 홍익대 김태식교수이다.
마지막으로 처음부터 '가야 정벌' 같은 사업은 존재하지도 않았던 허구의 사실이라는 주장이다. 《일본서기》의 초기기록이 조작되었음을 밝혀낸 이래, 일부 학자들은 '가야 정벌'은 애초에 있지도 않았던 것을 진구 황후의 업적을 미화하기 위해 조작해냈다고 하는 주장을 펼쳤다. 이들은 《일본서기》에 가야 정벌 당시 백제의 장수로 등장하는 목라근자와 그의 아들인 목만치(木滿致)의 관계를 증거로 제시한다.
훗날 백제가 고구려의 침공을 받아 한성이 함락되고 웅진으로 밀려날 때, 근개루왕의 아우로서 신라에 원병을 청하러 갔던 문주왕을 옆에서 호종한 사람으로 《삼국사기》에도 이름이 등장하는 목만치의 탄생시점에 대해서 《일본서기》응신 천황 25년(414년) 기사에 인용된 《백제기(百濟記)》에, "목만치는 아버지 목라근자가 신라를 칠 때 그 나라의 부인을 얻어서 낳은 아이이다[木滿致者, 時木羅斤資討新羅時, 聚其國婦, 以所生也]."라고 한 기록에서 '신라를 칠 때'라는 시점을 진구 황후 섭정 46년인 서기 369년에 "탁순에 모여서 신라를 깨뜨렸다[俱集于卓淳, 擊新羅而破之]."는 것과 같은 사건로 해석할 때 369년에서 한성이 고구려에게 함락된 서기 475년까지는 무려 106세나 산 것처럼 해석되어, 두 사람 사이에는 처음부터 기록된 것과 같은 부자관계가 성립되지 않았다는 것, 아울러 이러한 점을 볼 때 《일본서기》진구황후조의 기록은 전연 허구의 전설으로서 실제 있었던 사실이 아니라는 것이다.

## 가계
|  |  | 비류 比流     |               |               |               |               |               |               |  |  |  |  |  |           |           |           |           |           |           |
|  |  |               |               |               |               |               |               |               |  |  |  |  |  |           |           |           |           |           |           |
|  |  | 근초고 近肖古 | 근초고 近肖古 | 근초고 近肖古 | 근초고 近肖古 | 근초고 近肖古 | 근초고 近肖古 |               |  |  |  |  |  | 진씨 眞氏 | 진씨 眞氏 | 진씨 眞氏 | 진씨 眞氏 | 진씨 眞氏 | 진씨 眞氏 |
|  |  | 근초고 近肖古 | 근초고 近肖古 | 근초고 近肖古 | 근초고 近肖古 | 근초고 近肖古 | 근초고 近肖古 |               |  |  |  |  |  | 진씨 眞氏 | 진씨 眞氏 | 진씨 眞氏 | 진씨 眞氏 | 진씨 眞氏 | 진씨 眞氏 |
|  |  |               |               |               |               |               |               |               |  |  |  |  |  |           |           |           |           |           |           |
|  |  |               |               |               |               |               |               | 근구수 近仇首 |  |  |  |  |  |           |           |           |           |           |           |

## 대중 문화속에 나타나는 근초고왕
- 《서동요》 (2005년, KBS, 칠지도장면)
- 《근초고왕》 (2010년~2011년, KBS, 배우:감우성, 전영찬)
- 《한국사기》 (2017년, KBS, 배우:정승교)

## 외부 추가 정보
- 사반왕과 신무천황  보관됨 2018-01-05 - 웨이백 머신

## 같이 보기
- 흘해 이사금 (310년 ~ 356년)
- 내물 이사금 (356년 ~ 402년)
- 고국원왕 (331년 ~ 371년)
- 소수림왕 (371년 ~ 384년)
- 이시품왕 (346년 ~ 407년)
- 닌토쿠 천황 (310년~399년)

## 주해
1. ↑  이 일에 대한 기록은 《삼국사기》엔 전무하고, 《일본서기》와 《고사기》에 전한다. 현재 남아있는 《삼국사기》백제본기에는 근초고왕 즉위부터 20년(365)까지의 기록이 빠져 있다. 때문에 그 사이에 근초고왕이 무슨 일을 했는지는 확인할 수 없다.
2. ↑  막고(莫古)는 《삼국사기》 백제본기 근구수왕 조에 나오는 막고해와 동일 인물로 추정된다.